# Боровский район (Калужская область)
Бо́ровский район — административно-территориальная единица (район) и муниципальное образование (муниципальный район) в Калужской области России.
Административный центр — город Боровск.

## География
Площадь района — 759,6 км² (2,6 % территории Калужской области), максимальная протяженность с запада на восток 50 км, с севера на юг — 25 км. Граничит на востоке с Жуковским, на юге с Малоярославецким, на западе с Медынским районами Калужской области, на севере — с Московской областью.
Основные реки на территории района — Протва, Истья, Руть, Лужа. Чуть менее половины территории приходится на лесные массивы. Основные города — Боровск, Балабаново и Ермолино. В состав района входят также несколько десятков сёл и деревень. В селе Сатино расположена учебно-научная база (УНБ) «Сатино» Географического факультета МГУ. Около деревни Дылдино расположена Центральная база крупного охотничьего хозяйства «Озёрное».

## История

### Палеолит
На сегодняшний момент следов обитания и жизни людей на территории Боровского района не было найдено. Это связано, прежде всего, с тем, что люди начали заселять Восточно-Европейскую равнину около 40 тысяч лет назад.
Во времена палеолита территория Боровского района представляла собой степь с редкими небольшими перелесками, густо изрезанную руслами рек, ручьёв и оврагами. Наиболее близкими к Боровскому району памятниками эпохи палеолита являются стоянки в городе Таруса и у села Спас (Калужская область).

### Мезолит
На территории Боровского района известны четыре мезолитические стоянки, открытые археологами А. С. Фроловым и О. Л. Прошкиным. Одна из них располагается на территории села Рябушки на берегу реки Протва, другие три расположены близ деревни Маламахово по берегам реки Истьмы. На этих стоянках обнаружены кремнёвые нуклеусы, ножевидные пластины, скобели, острия, отщепы. Стоянки датируются 7—6 тысячелетиями до нашей эры.

### Неолит
На территории Боровского района находятся пять памятников, относящихся к эпохе неолита. Близ сёл Совьяки и Сатино найдены орудия и сосуды эпохи неолита. Две стоянки находятся на берегах реки Протва при впадении ручьёв, одна стоянка на берегу реки Оборенки. Площадь этих стоянок составляет от 140 до 700 квадратных метров. Отдельные находки кремня и керамики были совершены на территории Обнинска и деревни Кривское. Все эти находки датируются 4—3 тысячелетиями до нашей эры и относятся к льяловской культуре.

### Бронзовый век
Боровский район в эпоху бронзы находился на пограничье трёх культур: фатьяновской на севере, балановской на востоке и среднеднепровской на юге и юго-западе.
Специальных археологических работ по поиску памятников бронзового века на территории Боровского района не проводилось. Известны 6 отдельных находок, 5 из которых — случайные. Они представляют собой каменные сверлёные боевые топоры (Боровск, Бердовка), каменная сверлёная крестовидная булава и кремнёвые наконечники дротиков (Боровск, Ермолино).

### Железный век
В эпоху железного века территория Боровского района относилась к двум археологическим культурам железного века — дьяковской и мощинской. К дьяковской культуре относят городища в Боровске, у деревни Маламахово, селища в деревне Бердовка, на территории села Совьяки. К мощинской культуре относят находки лощёной мощинской керамики, найденные на городище у села Высокое, на селищах села Сатино, около деревни Кривское.

### Боровская земля в IX—XIII веках
С IX века основным населением на территории Боровского района были славянские племена вятичей, но в X—XI веках шла колонизация западных земель Боровского края племенами кривичей. Боровская земля в течение двух столетий входила в сферу влияния Черниговского, Смоленского и Суздальского княжества. В период с XI по XIII впервые упоминается в летописях река Протва в 1146—1147 годах. В течение нескольких столетий Протва была пограничной рекой между Черниговским, Ростово-Суздальским, Смоленским и Муромо-Рязанским княжествами. Со второй половины XII века часть реки Протва принадлежала Смоленскому княжеству, а среднее и нижнее течение — Черниговскому княжеству. После Батыева нашествия территория реки входит в сферу влияния Рязанского княжества.
На территории Боровского района имеются лишь несколько находок лепных сосудов и их фрагментов, датируемых VIII—X веками. Данные находки были совершены на территории селища «Петрова Гора» в Боровске, селища близ деревни Кривское, курганного могильника около Ермолино. Также известны случайные находки в окрестностях Обнинска. В августе 1940 года под руководством археолога К. Я. Виноградова был раскопан курган возле деревни Самсоново (на настоящий момент завод «Сигнал» в городе Обнинск), где было обнаружено погребение женщины с набором вятичских украшений (лопастное височное кольцо, 3 браслета, кольцо и перстень).
Основным типом поселений в XI—XIII веках были селища. Одним из самых известных таких селищ Боровского района является селище, которое являлось погостом или открытым ремесленно-торговым поселением, расположенное на территории села Беницы. Беницы, в свою очередь, впервые упоминаются в уставной грамоте смоленского князя Ростислава Мстиславича в 1150 году как один из крупных населённых пунктов волостного центра, платившего дань Смоленской епископии. В 1960—1962 годах здесь проводились археологические раскопки экспедицией Государственного Исторического музея под руководством А. В. Успенской. Исследованная раскопками площадь составила 1200 кв.м. Культурный слой имел мощность до 1 метра. Были обнаружены остатки 8 наземных срубных жилищ и производственных сооружений (гончарных кругов), а также остатки металлургического производства. Одно из жилищ представляло собой наземный деревянный сруб площадью 4,8×4,5 м, поставленный на 4 столбах-стульях. Пазы между брёвнами были промазаны глиной. У южной стены жилища были найдены обломки слюды. По мнению специалистов, слюдой были затянуты окна жилища. В северо-западном углу дома располагалась печь, поставленная над неглубокой надпечной ямой. Печь была сложена из камней и глины. Внутри дома найдены 2 узколезвийных ножа, глиняное пряслице, костяные проколки, амулет-привеска из чёрного камня и стеклянная чёрная бусина с белыми разводами и красными глазками. Значительный интерес у специалистов вызвал горн. Он был ямного типа с диаметром основания около 1,2 м. Стенки его были сооружены из небольших камней и обмазаны глиной. Около горна обнаружена яма круглой формы, заполненная обломками битой посуды различных размеров, богато орнаментированных. Один из горшков имел диаметр горла 28 см и стенки около 1,1 см толщины. Вся поверхность его покрыта орнаментальными поясами, состоящими из отпечатков гребенчатого штампа, волнистых и прямых линий; по плечикам налепной валик, образующий ребро, по которому даны отпечатки гребёнки в виде ёлочки.
Этой же экспедицией в процессе раскопок были найдены предметы XI—XIII веков: металлические ножи, цилиндрические висячие замки, светцы, дужки от деревянных вёдер, удила, острога, глиняные и каменные грузила. Из предметов вооружения — копьё-рогатина ромбической формы, железные наконечники стрел ромбовидной и листовидной формы. Из предметов украшения — браслетообразные висячие кольца, грушевидный крестопрорезной бубенчик, пластинчатые браслеты с расширенными концами, круглопроволочные массивные браслеты со спиралью, цветные стеклянные браслеты, перстни, фибулы и поясные пряжки и привески.
Известны и другие селища того времени — это селище у деревни Кривское, сёл Рябушки и Совьяки, в городе Боровск. Они представляют собой остатки сельских поселений (деревень, сёл), население которых находилось в зависимости от своих феодалов. Среди городищ, относящихся к городищам-замкам, известно городище около села Отяково, расположенное на мысу правого берега реки Сушки при впадении её в реку Бобровка. Жилая площадь этого городища находится на высоте до 10 метров над уровнем воды в реке. Размеры жилой площади составляют 45×50 метров. Хорошо сохранились ров и вал. Вал имеет высоту 3 метра, а глубина рва — 3,5 метра.
Населявшие в те времена земли нынешнего Боровского района племена вятичей и кривичей занимались охотой, рыбной ловлей, бортничеством, разводили свиней, занимались земледелием и скотоводством. Отсюда названия некоторых населённых пунктов и географических объектов — Бобровка, Бортники, Медовники, Сатино.
На территории Боровского района известны древнерусские курганы. Они имеют округлую полусферическую форму, высотой от 0,4 до 1,8 метров и диаметром 6—12 метров. Курганы располагаются небольшими группами от 2 до 7 и редко в одиночку на берегах плато. Известен курган у деревни Самсоново. В 1925 году К. Я. Виноградовым были обнаружены ещё 2 древнерусских кургана. Исследованный А. В. Успенской курган возле деревни Беницы содержал остатки трупосожжения X века. К древнерусским также относят могильники: около Ермолино и у деревни Кривское, а также 2 одиночных кургана у деревни Городня. В целом погребальный обряд района изучен слабо.

### Боровская земля в XIV — начале XVII веков
В XIV веке образуется Серпуховский удел, к которому впоследствии были присоединены Малоярославецкие, Радонежские и Боровские земли, которые и составили Серпуховское-Боровское княжество, просуществовавшее до 1456 года и переходившее к потомкам князя Андрея, сына Ивана Калиты. Боровские земли не целиком входили в состав Боровско-Серпуховского княжества, часть их принадлежала потомкам князя Андрея, а часть — великому князю московскому Ивану, его сыну Дмитрию и его внукам. Серпуховское-Боровское княжество просуществовало до 1456 года.
В духовной грамоте великого князя Ивана Калиты, датируемой осенью 1327 года, «он даёт сыну Ивану ряд городов и сёл: Звенигород, Кремичну, Рузу, Фоминьское, Суходол…». Суходол — расположен к северу от нынешнего Боровска. В 1358 году в духовной грамоте великого князя Московского Ивана II впервые упоминается город Боровск. Территория Боровских земель по реке Протве ещё несколько десятилетий являлась зоной борьбы Московского и Рязанского княжеств и окончательно была закреплена договорной грамотой великого князя Дмитрия с рязанским князем Олегом в 1382 году. В духовной грамоте великого князя Дмитрия Ивановича (1389 г.) князь Владимир Андреевич боровско-серпуховской «ведает свою треть» Москвы, князю Юрию — сыну Дмитрия Донского — даются волости звенигородские, где опять упоминается Суходол. Князь Андрей получает Можайск со всеми волостями, где среди других земель упоминается «луг Боровъский». В 1389 году был заключён договор великого князя Василия Дмитриевича с князем Владимиром Андреевичем Боровско-Серпуховским. Согласно договору князь Владимир Андреевич получал от великого князя в удел Волок и Ржеву с волостями. Сверх того, великий князь обязался свести принадлежащую ему слободу против Боровска, но от самой земли он не отказывался. Таким образом, территория Боровского края вошла в Московское княжество и была поделена между сыновьями князя Дмитрия Донского и его двоюродным братом князем Владимиром Андреевичем.

### Боровская земля в XVIII-XIX вв.
В 1708 году был образован Боровский уезд в составе Московской губернии. С 1776 года он был отнесен к Калужскому наместничеству, позже ставшему губернией.

### СССР
В 1924 году Боровский уезд был упразднён и его территория передана Малоярославецкому уезду.
В связи с районированием в 1929 году был образован Боровский район в составе Калужского округа Московской области. В состав района вошли город Боровск, рабочий посёлок Ермолино, а также следующие сельсоветы бывшего Малоярославецкого уезда:
- из Абрамовской волости: Абрамовский, Асеньевский, Борисовский, Ищеинский, Коростылевский, Курчинский, Серединский, Федоринский, Шемякинский
- из Боровской волости: Антрепьевский, Балабановский, Белкинский, Высоковский, Городенский, Добринский, Кабицынский, Козельский, Новомихайловский, Рощинский, Сатинский, Совьяковский, Старомихайловский, Тимашевский, Тишинский, Уваровский, Федотовский.

В 1930 году округа были ликвидированы, и Боровский район стал входить непосредственно в Московскую область.
13 мая 1935 года был образован рабочий посёлок Балабаново. Упразднён Высоковский с/с.
5 апреля 1936 года были упразднены Антрепьевский, Козельский и Старомихайловский с/с. Образован Ильинский с/с.
17 июля 1939 года был упразднён Кабицынский с/с.
5 июля 1944 года Боровский район вошёл в состав вновь образованной Калужской области.

## Население
| 1931    | 1939    | 1959    | 1970    | 1979    | 1989    | 2002    | 2009    | 2010    |
| ------- | ------- | ------- | ------- | ------- | ------- | ------- | ------- | ------- |
| 32 182  | ↗40 967 | ↘37 422 | ↗47 137 | ↗50 521 | ↗53 698 | ↗54 661 | ↗55 790 | ↗61 401 |
| 2011    | 2012    | 2013    | 2014    | 2015    | 2016    | 2017    | 2018    | 2019    |
| ↘61 297 | ↗61 302 | ↘61 087 | ↘60 825 | ↘60 516 | ↗60 879 | ↗61 620 | ↗61 761 | ↗62 709 |
| 2020    | 2021    | 2023    |         |         |         |         |         |         |
| ↘62 376 | ↗76 097 | ↗82 143 |         |         |         |         |         |         |

### Урбанизация
В городских условиях (города Балабаново, Боровск и Ермолино) проживают 65,82 % населения района.

### Национальный состав
По итогам переписи населения 2020 года проживали следующие национальности (национальности менее 0,1 % и другое, см. в сноске к строке «Другие»):
| Национальность | Численность, чел. | Доля     |
| -------------- | ----------------- | -------- |
| Русские        | 61 583            | 80,93 %  |
| Таджики        | 2555              | 3,36 %   |
| Узбеки         | 2359              | 3,10 %   |
| Молдаване      | 1361              | 1,79 %   |
| Армяне         | 1008              | 1,32 %   |
| Украинцы       | 882               | 1,16 %   |
| Азербайджанцы  | 308               | 0,40 %   |
| Татары         | 284               | 0,37 %   |
| Киргизы        | 248               | 0,33 %   |
| Белорусы       | 178               | 0,23 %   |
| Корейцы        | 91                | 0,12 %   |
| Аварцы         | 85                | 0,11 %   |
| Казахи         | 78                | 0,10 %   |
| Другие         | 5077              | 6,68 %   |
| Итого          | 76 097            | 100,00 % |

## Административное деление
Боровский район как административно-территориальная единица включает 8 административно-территориальных единиц: 3 города, 2 села и 3 деревни, как муниципальное образование со статусом муниципального района — 8 муниципальных образований, в том числе 3 городских и 5 сельских поселений. 
| №        | Муниципальное образование | Административный центр  | Количество населённых пунктов | Население (чел.) | Площадь (км²) |
| -------- | ------------------------- | ----------------------- | ----------------------------- | ---------------- | ------------- |
| 1e-06    | Городские поселения:      |                         |                               |                  |               |
| 1        | город Балабаново          | город Балабаново        | 1                             | ↗30 194          | 17,85         |
| 2        | город Боровск             | город Боровск           | 1                             | ↗12 686          | 24,30         |
| 3        | город Ермолино            | город Ермолино          | 1                             | ↗11 189          | 7,24          |
| 3.000002 | Сельские поселения:       |                         |                               |                  |               |
| 4        | деревня Асеньевское       | деревня Асеньевское     | 38                            | ↗3236            | 219,41        |
| 5        | село Совхоз Боровский     | село Совхоз «Боровский» | 15                            | ↗8692            | 100,83        |
| 6        | село Ворсино              | село Ворсино            | 19                            | ↗3967            | 90,80         |
| 7        | деревня Кривское          | деревня Кривское        | 11                            | ↗4042            | 85,70         |
| 8        | деревня Совьяки           | деревня Совьяки         | 28                            | ↗3724            | 214,94        |

## Населённые пункты
В Боровском районе 113 населённых пунктов.
| №   | Населённый пункт                              | Тип                     | Население | Муниципальное образование |
| --- | --------------------------------------------- | ----------------------- | --------- | ------------------------- |
| 1   | Абрамовская Слобода                           | деревня                 | ↘12       | деревня Асеньевское       |
| 2   | Абрамовское                                   | деревня                 | ↘116      | деревня Асеньевское       |
| 3   | Аграфенино                                    | деревня                 | ↘0        | деревня Совьяки           |
| 4   | Акулово                                       | деревня                 | ↗6        | село Совхоз Боровский     |
| 5   | Аристово                                      | деревня                 | ↗46       | село Ворсино              |
| 6   | Асеньевская Слобода                           | деревня                 | ↘20       | деревня Асеньевское       |
| 7   | Асеньевское                                   | деревня                 | ↘300      | деревня Асеньевское       |
| 8   | Атрепьево                                     | деревня                 | ↘4        | деревня Совьяки           |
| 9   | Бавыкино                                      | деревня                 | ↘16       | село Совхоз Боровский     |
| 10  | Балабаново                                    | город                   | ↗30 194   | город Балабаново          |
| 11  | Башкардово                                    | деревня                 | ↗18       | деревня Совьяки           |
| 12  | Беницы                                        | деревня                 | ↘14       | деревня Совьяки           |
| 13  | Бердовка                                      | деревня                 | ↘15       | деревня Совьяки           |
| 14  | Бобровники                                    | деревня                 | ↗48       | деревня Асеньевское       |
| 15  | Болдаково                                     | деревня                 | ↘1        | деревня Асеньевское       |
| 16  | Борисово                                      | деревня                 | ↘338      | деревня Асеньевское       |
| 17  | Боровск                                       | город                   | ↗12 686   | город Боровск             |
| 18  | Бортники                                      | деревня                 | ↗63       | деревня Асеньевское       |
| 19  | Бутовка                                       | деревня                 | ↘108      | деревня Совьяки           |
| 20  | Вашутино                                      | деревня                 | ↗23       | деревня Кривское          |
| 21  | Висящево                                      | деревня                 | ↘13       | деревня Асеньевское       |
| 22  | Ворсино                                       | железнодорожная станция | ↗237      | село Ворсино              |
| 23  | Ворсино                                       | село                    | ↗1684     | село Ворсино              |
| 24  | Гольтяево                                     | деревня                 | ↘12       | деревня Асеньевское       |
| 25  | Гордеево                                      | деревня                 | ↗44       | деревня Асеньевское       |
| 26  | Горки                                         | деревня                 | ↘6        | деревня Асеньевское       |
| 27  | Городня                                       | деревня                 | ↗19       | деревня Кривское          |
| 28  | Данилово                                      | деревня                 | ↘2        | деревня Асеньевское       |
| 29  | Дедюевка                                      | деревня                 | ↗11       | деревня Совьяки           |
| 30  | Денисово                                      | деревня                 | ↗34       | село Ворсино              |
| 31  | Деревеньки                                    | деревня                 | ↘4        | деревня Асеньевское       |
| 32  | Добрино                                       | деревня                 | ↗70       | село Ворсино              |
| 33  | Дылдино                                       | деревня                 | ↗103      | деревня Асеньевское       |
| 34  | Ермолино                                      | город                   | ↗11 189   | город Ермолино            |
| 35  | Жилетово                                      | деревня                 | ↘21       | деревня Асеньевское       |
| 36  | Загрязье                                      | деревня                 | ↘6        | деревня Совьяки           |
| 37  | Заречье                                       | деревня                 | →1        | деревня Кривское          |
| 38  | Зеленино                                      | деревня                 | ↗45       | деревня Асеньевское       |
| 39  | Ивакино                                       | деревня                 | ↘9        | село Ворсино              |
| 40  | Ивановское                                    | деревня                 | →0        | деревня Кривское          |
| 41  | Ивановское                                    | деревня                 | ↘4        | деревня Совьяки           |
| 42  | Иклинское                                     | деревня                 | ↗14       | село Ворсино              |
| 43  | Ильино                                        | деревня                 | ↗173      | деревня Совьяки           |
| 44  | Ищеино                                        | деревня                 | ↘161      | деревня Асеньевское       |
| 45  | Кабицыно                                      | деревня                 | ↗4193     | село Совхоз Боровский     |
| 46  | Каверино                                      | деревня                 | ↘13       | деревня Совьяки           |
| 47  | Кириллово                                     | деревня                 | ↗13       | село Совхоз Боровский     |
| 48  | Киселево                                      | деревня                 | ↗21       | село Ворсино              |
| 49  | Климкино                                      | деревня                 | ↗22       | село Ворсино              |
| 50  | Климовское                                    | деревня                 | ↘33       | деревня Кривское          |
| 51  | Козельское                                    | деревня                 | ↘0        | деревня Совьяки           |
| 52  | Колодези                                      | деревня                 | ↘9        | деревня Асеньевское       |
| 53  | Колодкино                                     | деревня                 | →2        | деревня Совьяки           |
| 54  | Комлево                                       | деревня                 | ↗347      | село Совхоз Боровский     |
| 55  | Коростелево                                   | деревня                 | ↘216      | деревня Асеньевское       |
| 56  | Коряково                                      | деревня                 | ↗434      | село Ворсино              |
| 57  | Кочетовка                                     | деревня                 | ↘5        | село Ворсино              |
| 58  | Красное                                       | деревня                 | ↘40       | деревня Совьяки           |
| 59  | Кривское                                      | деревня                 | ↗1689     | деревня Кривское          |
| 60  | Куприно                                       | деревня                 | ↘108      | деревня Совьяки           |
| 61  | Курчино                                       | деревня                 | ↘35       | деревня Асеньевское       |
| 62  | Курьяново                                     | деревня                 | ↗14       | село Ворсино              |
| 63  | Лапшинка                                      | деревня                 | ↗130      | село Совхоз Боровский     |
| 64  | Лучны                                         | деревня                 | ↗10       | деревня Совьяки           |
| 65  | Маланьино                                     | деревня                 | ↗9        | село Совхоз Боровский     |
| 66  | Малахово                                      | деревня                 | ↘88       | деревня Асеньевское       |
| 67  | Маломахово                                    | деревня                 | ↘4        | деревня Совьяки           |
| 68  | Марьино                                       | деревня                 | ↗9        | деревня Асеньевское       |
| 69  | Машково                                       | деревня                 | ↗19       | деревня Кривское          |
| 70  | Медовники                                     | деревня                 | →74       | деревня Асеньевское       |
| 71  | Межура                                        | деревня                 | ↘22       | деревня Асеньевское       |
| 72  | Митинки                                       | деревня                 | ↘0        | деревня Совьяки           |
| 73  | Митяево                                       | деревня                 | ↗1999     | деревня Совьяки           |
| 74  | Мишково                                       | деревня                 | ↘62       | село Совхоз Боровский     |
| 75  | Никитинское                                   | деревня                 | →0        | село Ворсино              |
| 76  | Николаевка                                    | деревня                 | ↗18       | село Совхоз Боровский     |
| 77  | Новомихайловское                              | деревня                 | ↘8        | деревня Кривское          |
| 78  | Отяково                                       | деревня                 | ↘10       | деревня Асеньевское       |
| 79  | Павлово                                       | деревня                 | ↗5        | село Ворсино              |
| 80  | Пекино                                        | деревня                 | →9        | село Ворсино              |
| 81  | Петрово                                       | деревня                 | ↗22       | деревня Совьяки           |
| 82  | Пинашино                                      | деревня                 | ↘15       | деревня Асеньевское       |
| 83  | Писково                                       | деревня                 | ↗72       | деревня Кривское          |
| 84  | Подсобного хозяйства дома отдыха «Балабаново» | деревня                 | ↘79       | село Ворсино              |
| 85  | Подсобное Хозяйство                           | деревня                 | ↗111      | село Совхоз Боровский     |
| 86  | Редькино                                      | деревня                 | ↘21       | деревня Совьяки           |
| 87  | Рогачево                                      | деревня                 | ↘11       | село Ворсино              |
| 88  | Рогозино                                      | деревня                 | ↗12       | деревня Асеньевское       |
| 89  | Рыжково                                       | деревня                 | ↘0        | деревня Совьяки           |
| 90  | Рязанцево                                     | деревня                 | ↘3        | деревня Совьяки           |
| 91  | Сатино                                        | деревня                 | ↘42       | деревня Совьяки           |
| 92  | Семичево                                      | деревня                 | ↘26       | деревня Асеньевское       |
| 93  | Серединское                                   | деревня                 | ↘194      | деревня Асеньевское       |
| 94  | Совхоз «Боровский»                            | село                    | ↗1126     | село Совхоз Боровский     |
| 95  | Совьяки                                       | деревня                 | ↗412      | деревня Совьяки           |
| 96  | Сороковеть                                    | деревня                 | ↘18       | село Совхоз Боровский     |
| 97  | Старая                                        | деревня                 | ↘14       | деревня Асеньевское       |
| 98  | Старомихайловское                             | деревня                 | ↗12       | село Ворсино              |
| 99  | Тимашово                                      | деревня                 | ↘96       | село Совхоз Боровский     |
| 100 | Тишнево                                       | деревня                 | ↘54       | деревня Асеньевское       |
| 101 | Трубицыно                                     | деревня                 | ↘0        | село Совхоз Боровский     |
| 102 | Тюнино                                        | деревня                 | ↘29       | деревня Асеньевское       |
| 103 | Уваровское                                    | деревня                 | ↗105      | село Совхоз Боровский     |
| 104 | Фатеево                                       | деревня                 | ↘0        | деревня Кривское          |
| 105 | Федорино                                      | деревня                 | ↗100      | деревня Асеньевское       |
| 106 | Федотово                                      | село                    | ↘5        | деревня Совьяки           |
| 107 | Хитрово                                       | деревня                 | ↗32       | деревня Асеньевское       |
| 108 | Челохово                                      | деревня                 | ↘0        | деревня Совьяки           |
| 109 | Шемякино                                      | деревня                 | ↘14       | деревня Кривское          |
| 110 | Шилово                                        | деревня                 | ↘12       | село Ворсино              |
| 111 | Шувалово                                      | деревня                 | ↗10       | деревня Асеньевское       |
| 112 | Щиглево                                       | деревня                 | ↗3        | деревня Асеньевское       |
| 113 | Юрково                                        | деревня                 | ↘4        | деревня Асеньевское       |

### Упразднённые населённые пункты
Деревня Сатинской школы пчеловодов упразднена в 2017 году.
Деревня Белкино была включена в состав города Обнинск в 2018 году.

## Экономика
Промышленность — ведущая отрасль экономики муниципального района «Боровский район». В ней занято более четверти работающего населения района. Промышленные предприятия являются основным источником доходов бюджета района, обеспечивая более половины налоговых поступлений, и поэтому от эффективной деятельности предприятий в значительной степени зависят реальные возможности решения основных социально-экономических проблем. В отраслевой структуре промышленности преобладает доля предприятий, выпускающих электрооборудование (71 %) и предприятий пищевой промышленности (11,%), которая имеет положительную динамику роста, доля предприятий, выпускающих целлюлозно-бумажную продукцию (6 %), и металлообрабатывающих предприятий (4 %). Снижается доля предприятий текстильной промышленности (1,8 %).
В районе действует более 150 предприятий промышленной отрасли различного направления деятельности. Из них порядка 30 крупных и средних предприятий :ООО «РУУККИ РУС», ЗАО «Стора Энсо Пакаджинг ББ», ЗАО «Трансвок», ЗАО «Плитспичпром». Основные промышленные предприятия расположены в промзоне городского поселения г. Балабаново и на территории индустриального парка Ворсино.
За 2009 год крупные и средние предприятия района отгрузили промышленной продукции на общую сумму 34185,1 млн рублей, что составляет к уровню 2008 года 213,5 % в фактических ценах. Удельный вес крупных и средних предприятий района в объёме промышленного производства района порядка 97 %. Высокий рост промышленного производства в районе обусловлен работой нового предприятия по выпуску телевизоров.
ООО «Самсунг Электроникс Рус Калуга» — среднесписочная численность (на 01.01.2010 г.) составляет 1 110 человек. Объём отгруженной продукции за 2009 г. — 23 958 млн руб. За 2009 год предприятием произведено 1 млн. 899 тысяч телевизоров.
ЗАО «Плитспичпром» в связи со снижением объёма продаж на строительных рынках испытывает трудности со сбытом древесные плиты, численность (на 01.01.2010 г.) составляет 2044 человека. Объём отгруженной продукции (2009 г.) — 1 651 млн руб.
В связи с низким уровнем заказов сокращен выпуск продукции на ООО «Стора Энсо Пакаджинг ББ». Объёмы отгруженной продукции — (2009 г.) 1 920 млн руб.
ООО «ЗМК „Венталл“», объёмы отгруженной продукции снизились на 52,1 % до 1 364 млн руб. Среднесписочная численность (на 01.01.2010 г.) составляет 1380 человек.
ООО «Инвест-Альянс» (производство мясных полуфабрикатов). Объём отгруженной продукции за 2009 г. — 3 820 млн руб.

## Транспорт

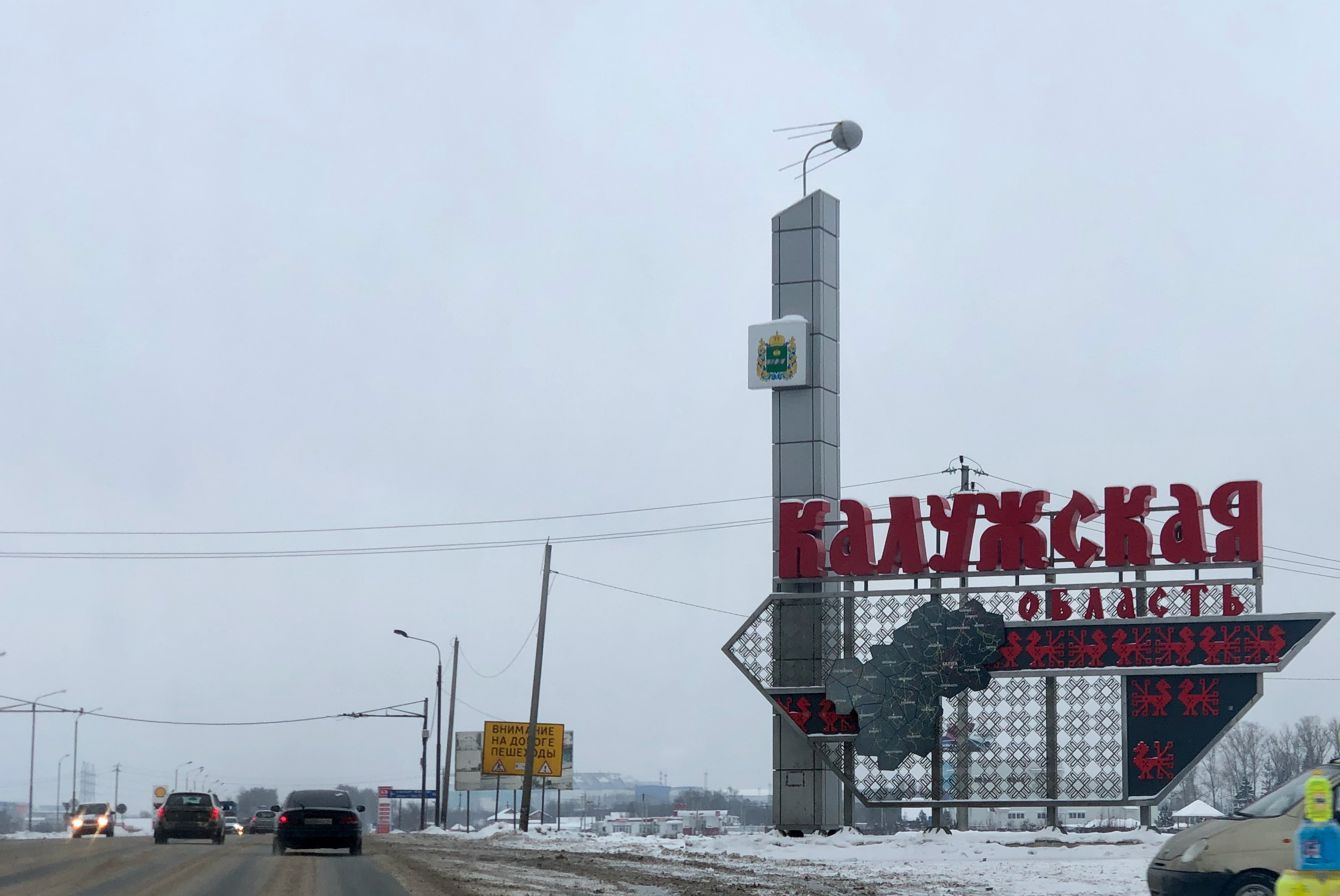
Въезд в Калужскую область М3

Район имеет развитую сеть автомобильных дорог с твердым покрытием. По территории района проходит дорога федерального значения Москва — Киев и шоссе, соединяющие Минскую и Варшавскую автострады, а также железная дорога Москва — Киев общей протяженностью 16 км с двумя железнодорожными станциями «Ворсино» и «Балабаново». Имеется грузовой аэродром с взлётно-посадочными полосами, позволяющими принимать все виды самолётов.

## Культура
На территории района создана и действует разветвлённая сеть учреждений культуры. Из них 18 учреждений культурно-досугового типа (12 из них — в сельских поселениях), 19 библиотек, объединённых в МУ «Централизованная библиотечная система», 3 детские школы искусств, 2 филиала областных музеев, центр кинопоказа. Отдалённые населённые пункты района обслуживаются культурно-методическим объединением отдела культуры.
В Боровском районе выявлено 44 объекта культурного значения, отнесены:
- Свято-Пафнутьев Боровский монастырь,
- Церковь Бориса и Глеба (ансамбль),
- Ансамбль церкви Покрова,
- Церковь Рождества Богородицы с интерьером.

Учреждения культуры Боровского района:
- МУК «Районный Дом культуры» (РДК),
- МУ «Городской Дом культуры» г. Балабаново,
- МУК "Дом культуры «Полёт» г. Ермолино,
- МУК «Музейно-выставочный центр»,
- Картинная галерея им. Л. Г. Киселевой, Боровск;
- Культурный Центр,
- Центр кинопоказа,
- МЦТК и НТ «Школа Мастеров»,
- МУ «Централизованная Библиотечная система»,
- МОУ ДОД СК «Боровская детская школа искусств»,
- МОУ ДОД СК «Балабановская детская школа искусств»,
- МОУ ДОД СК «Ермолинская детская школа искусств»,
- Краеведческий музей,
- Музей-квартира К. Э. Циолковского.

Близ села Сатино ежегодно проводится LinuxFest — линукс-фестиваль.

## Жители, имеющие государственные награды
- Герои Советского Союза: Безобразов Григорий Иванович (1919—1944, дата указа 18.09.1943, штурман авиационного звена), Мигунов Василий Васильевич (1918—1942, дата указа 22.10.1941, лётчик-истребитель), Самохин Иван Никитович (1925—1991, дата указа 24.03.1945, артиллерист), Кузин Алексей Николаевич (1923—1982, дата указа 29.10.1943, командир стрелкового взвода), Лахтин Борис Александрович (1920—1987, дата указа 19.08.1944, лётчик гражданской авиации), Хрусталёв Павел Иванович (1922—1944, дата указа 18.08.1945, лётчик-разведчик), Фролов Константин Иванович (1924—1944, дата указа 3.06.1944, разведчик взвода)[35].
- Герои Социалистического труда: Антошкин Альфред Васильевич (1935—2012, капитан рыболовного сейнера «Вкрадчивый»), Лыскин Николай Фадеевич (1906—1989, директор племсовхоза «Ворсино»), Микайлова Анастасия Васильевна (р. 10.11.1931, оператор машинного доения племсовхоза «Ворсино»), Попова Лидия Павловна (род. 27.04.1930, ткачиха Ермолинского хлопчатобумажного комбината), Розмахова Анна Васильевна (род. 1928, бригадир свинофермы племсовхоза «Ворсино»).
- Клыков Николай Кузьмич, 1888—1968, генерал-лейтенант, родился в городе Боровске, награждён двумя орденами Ленина, четырьмя орденами Красного Знамени, орденом Суворова второй степени, медалью «XX лет Рабоче-Крестьянской Красной Армии», Почетным революционным оружием.
- За героизм и мужество в борьбе с немецко-фашистскими захватчиками награждены боровские партизаны: командир отряда Н. И. Рачков орденом Красного Знамени, комиссар отряда И. К. Подольский орденом Красной Звезды, начальник разведки отряда В. Ф. Федоров орденом Ленина, минёр отряда М. Н. Гашененков и Н. Ф. Щербаков орденами Красной Звезды[36][37]. Медалью «За отвагу» награждён юный разведчик отряда 14-летний Николай Арбузов. Он помогал местным партизанам, неоднократно ходил в разведку, в том числе на железнодорожные станции и рабочие посёлки, добывал ценные стратегические сведения[38].
- За оказание помощи нашим войскам при освобождении Боровского района от немецко-фашистских захватчиков и проявленные при этом доблесть и отвагу орденом Красной Звезды награждён 14-летний школьник, пионер, Иван Андрианов[39].
- За мужество, проявленное в годы войны, за спасение жизни многим советским воинам, оказавшимся в тылу врага, жительница села Тимашёво Лукерья Степановна Шурыгина награждена медалью «За боевые заслуги»[40].
- Жительница деревни Киселёво Анисья Петровна Новосёлова и её сын Алексей посмертно награждены медалями «За отвагу». Они спасли раненого советского лётчика, за что 18 декабря 1941 года были убиты фашистами. Похоронены в родной деревне[41].
- Захарова Людмила Владимировна и Илья Викторович награждены орденом «Родительская слава».
- Киселёва Людмила Георгиевна, кавалер медали ордена «За заслуги перед Отечеством II степени».